# Escut de Granera
L'escut oficial de Granera té el següent blasonament:
Escut caironat: d'atzur un castell d'argent tancat de sable acompanyat de 2 espigues de blat d'or, una a cada costat. Per timbre una corona de baró.

## Història
Va ser aprovat el 16 de juny de 1983 i publicat al DOGC el 22 de juliol del mateix any amb el número 347.
L'escut representa el castell de Granera, originari del segle x, que fou el centre d'una baronia. Les espigues a banda i banda són un senyal parlant i fan referència al "gra" del nom del poble.